# پارا-نیتروآنیلین
۴-نیتروآنیلین (به انگلیسی: 4-Nitroaniline) با فرمول شیمیایی C۶H۶N۲O۲ یک ترکیب شیمیایی است. که جرم مولی آن ۱۳۸٫۱۲ g/mol می‌باشد. شکل ظاهری این ترکیب، پودر زرد یا قهوه‌ای است.